# فاوستو دوتی
فاوستو دوتی (ایتالیایی: Fausto Dotti؛ زادهٔ ۷ ژوئن ۱۹۶۸) دوچرخه‌سوار اهل ایتالیا است.